# Chimperator Productions/Diskografie

Logo des Labels

Die Diskografie des deutschen Hip-Hop-Labels Chimperator Productions umfasst 16 Alben, vier kommerzielle und diverse kostenlose EPs sowie zwei Sampler und eine Reihe digitaler Veröffentlichungen.

## Alben

### Studioalben
| Jahr | Titel Interpretation Katalog-Nr.                                                                            | Höchstplatzierung, Gesamtwochen, AuszeichnungChartplatzierungen (Jahr, Titel, Interpretation / Katalog-Nr., Platzierungen, Wochen, Auszeichnungen, Anmerkungen, Cover) | Höchstplatzierung, Gesamtwochen, AuszeichnungChartplatzierungen (Jahr, Titel, Interpretation / Katalog-Nr., Platzierungen, Wochen, Auszeichnungen, Anmerkungen, Cover) | Höchstplatzierung, Gesamtwochen, AuszeichnungChartplatzierungen (Jahr, Titel, Interpretation / Katalog-Nr., Platzierungen, Wochen, Auszeichnungen, Anmerkungen, Cover) | Anmerkungen                              | Cover |
| Jahr | Titel Interpretation Katalog-Nr.                                                                            | DE | AT | CH | Anmerkungen                              | Cover |
| ---- | --- | --- | --- | --- | ---------------------------------------- | ----- |
| 2001 | Objekt der Begierde Kesselkost CHIVINYL001                                                                  | — | — | — | Erstveröffentlichung: 2001               |       |
| 2004 | Wörter, Seele und Geist Supreme Techtics CHICD0003                                                          | — | — | — | Erstveröffentlichung: 7. Juni 2004       |       |
| 2005 | Dayz of the Championz Maeckes & Plan B CHICD0005                                                            | — | — | — | Erstveröffentlichung: 31. Januar 2005    |       |
| 2007 | Als wären wir Freunde Maeckes & Plan B CHICD0010                                                            | — | — | — | Erstveröffentlichung: 13. Juli 2007      |       |
| 2008 | Kunst über Vernunft Maeckes und Celina CHICD0012                                                            | — | — | — | Erstveröffentlichung: 11. April 2008     |       |
| 2008 | Das Album Die Orsons CHICD0013                                                                              | — | — | — | Erstveröffentlichung: 25. Juli 2008      |       |
| 2008 | Gorilla Kodimey CHICD0014                                                                                   | — | — | — | Erstveröffentlichung: 31. Oktober 2008   |       |
| 2009 | T.A.F.K.A.A.Z. :D Kaas CHICD0015                                                                            | DE100 (1 Wo.)DE | — | — | Erstveröffentlichung: 22. Mai 2009       |       |
| 2009 | Denn dein ist das Reich und die Kraft und die Herrlichkeit, in Ewigkeit, Orsons Die Orsons CHICD0016        | DE79 (2 Wo.)DE | — | — | Erstveröffentlichung: 16. Oktober 2009   |       |
| 2010 | KIDS Maeckes CHICD0020                                                                                      | DE96 (1 Wo.)DE | — | — | Erstveröffentlichung: 26. März 2010      |       |
| 2010 | Evigila Tua und Vasee CHICD0021                                                                             | — | — | — | Erstveröffentlichung: 3. Dezember 2009   |       |
| 2011 | Liebe, Sex und Twilight Zone Kaas CHICD023-2 (Standard Edition) / CHICD23LTD (Unicorn Edition)              | DE39 (1 Wo.)DE | — | — | Erstveröffentlichung: 6. Februar 2011    |       |
| 2012 | Raop Cro CHICCD0030-2 (Standard Edition) / CHICCD0030-1 (Premium Edition) / CHICD0030A2 (Limited Edition)   | DE1 (… Wo.)DE | AT1 (177 Wo.)AT | CH7 (104 Wo.)CH | Erstveröffentlichung: 6. Juli 2012       |       |
| 2012 | Das Chaos und die Ordnung Die Orsons 06025 3722334 3 (Standard Edition) / 06025 3716398 4 (Limited Edition) | DE12 (3 Wo.)DE | AT61 (1 Wo.)AT | CH93 (1 Wo.)CH | Erstveröffentlichung: 28. September 2012 |       |
| 2013 | Stracciatella Now Muso CHICD0037 (CD Edition) / CHIVINYL0037 (Vinyl Edition)                                | — | — | — | Erstveröffentlichung: 12. Juli 2013      |       |
| 2013 | Am Wochenende Rapper Weekend CHICD0040-1                                                                    | DE3 (3 Wo.)DE | AT3 (1 Wo.)AT | CH27 (1 Wo.)CH | Erstveröffentlichung: 30. August 2013    |       |

### EPs
| Jahr | Titel Interpretation Katalog-Nr.            | Höchstplatzierung, Gesamtwochen, AuszeichnungChartsChartplatzierungen (Jahr, Titel, Interpretation / Katalog-Nr., Platzierungen, Wochen, Auszeichnungen, Anmerkungen, Cover) | Anmerkungen                                                                           | Cover |
| Jahr | Titel Interpretation Katalog-Nr.            | DE | Anmerkungen                                                                           | Cover |
| ---- | ------------------------------------------- | --- | ------------------------------------------------------------------------------------- | ----- |
| 2001 | Verborgene Hits Kesselkost CHI-CD-001       | — | Erstveröffentlichung: 1. November 2002                                                |       |
| 2004 | Mein Grund Kodimey CHICD0004                | — | Erstveröffentlichung: 11. Oktober 2004                                                |       |
| 2005 | Zack! Boom! Peng! Plan B –                  | — | Erstveröffentlichung: 23. August 2005 Kostenlose Veröffentlichung                     |       |
| 2008 | Der Garten der Liebe Kaas –                 | — | Erstveröffentlichung: 12. Dezember 2008 Kostenlose Veröffentlichung                   |       |
| 2009 | Die Orsons EP Die Orsons –                  | — | Erstveröffentlichung: 19. August 2009 Kostenlose Veröffentlichung                     |       |
| 2009 | Wunderschöne Welt Kaas –                    | — | Erstveröffentlichung: 13. März 2009 Kostenlose Veröffentlichung                       |       |
| 2010 | BANGARANG! Kodimey –                        | — | Erstveröffentlichung: 30. Januar 2010 Kostenlose Veröffentlichung                     |       |
| 2010 | Ill Street Blues Plan B CHICD0021           | — | Erstveröffentlichung: 17. Mai 2010 Kostenlose Veröffentlichung und limitierte Auflage |       |
| 2011 | Manx Maeckes –                              | — | Erstveröffentlichung: 11. November 2011                                               |       |
| 2011 | (R)evigila Tua und Vasee –                  | — | Erstveröffentlichung: 24. Dezember 2011 Kostenlose Veröffentlichung mit Remixen       |       |
| 2012 | Raus Tua CHICD00026                         | — | Erstveröffentlichung: 13. Januar 2012                                                 |       |
| 2012 | Jetzt EP Die Orsons –                       | — | Erstveröffentlichung: 2012 Beilage des Hip-Hop-Magazins Juice                         |       |
| 2013 | Malibu Beach EP Muso –                      | — | Erstveröffentlichung: 12. April 2013 Kostenlose Veröffentlichung                      |       |
| 2013 | Apfelschnitzschneider Bartek und DJ Jopez – | — | Erstveröffentlichung: 28. August 2013 Kostenlose Veröffentlichung                     |       |

### Sampler
| Jahr | Titel Interpretation Katalog-Nr.                                             | Höchstplatzierung, Gesamtwochen, AuszeichnungChartsChartplatzierungen (Jahr, Titel, Interpretation / Katalog-Nr., Platzierungen, Wochen, Auszeichnungen, Anmerkungen, Cover) | Anmerkungen                                                    | Cover |
| Jahr | Titel Interpretation Katalog-Nr.                                             | DE | Anmerkungen                                                    | Cover |
| ---- | ---------------------------------------------------------------------------- | --- | -------------------------------------------------------------- | ----- |
| 2007 | BeatEm’Up –                                                                  | — | Erstveröffentlichung: 7. Juli 2007                             |       |
| 2010 | 11 Jahre Chimperator Maeckes, Plan B, Kaas, Kodimey, Tua und Vasee CHICD0019 | — | Erstveröffentlichung: 26. Februar 2010 auf 500 Stück limitiert |       |

### Wiederveröffentlichungen
| Jahr | Titel Interpretation Katalog-Nr. | Höchstplatzierung, Gesamtwochen, AuszeichnungChartsChartplatzierungen (Jahr, Titel, Interpretation / Katalog-Nr., Platzierungen, Wochen, Auszeichnungen, Anmerkungen, Cover) | Anmerkungen                                                                                          | Cover |
| Jahr | Titel Interpretation Katalog-Nr. | DE | Anmerkungen                                                                                          | Cover |
| ---- | -------------------------------- | --- | --- | ----- |
| 2010 | Stille Tua CHICD0018             | — | Erstveröffentlichung: 26. Februar 2010 Wiederveröffentlichung von: Fast (2008) und Inzwischen (2008) |       |
| 2013 | Raop + 5 Cro –                   | — | Erstveröffentlichung: 5. Juli 2013 Wiederveröffentlichung von: Raop (2012)                           |       |

### Weitere Alben
| Jahr | Titel Interpretation Katalog-Nr.                        | Höchstplatzierung, Gesamtwochen, AuszeichnungChartsChartplatzierungen (Jahr, Titel, Interpretation / Katalog-Nr., Platzierungen, Wochen, Auszeichnungen, Anmerkungen, Cover) | Anmerkungen                                                                                        | Cover |
| Jahr | Titel Interpretation Katalog-Nr.                        | DE | Anmerkungen                                                                                        | Cover |
| ---- | ------------------------------------------------------- | --- | -------------------------------------------------------------------------------------------------- | ----- |
| 2001 | So ist Es Supreme Techtics CHI001                       | — | Erstveröffentlichung: 2001 Tape                                                                    |       |
| 2005 | Der bessere Mateja Kezman Tonträger Maeckes CHICD0006-3 | — | Erstveröffentlichung: 30. Mai 2005 Mixtape                                                         |       |
| 2006 | Als waers das Album Maeckes & Plan B CHICD0008          | — | Erstveröffentlichung: 25. August 2006 Mixtape                                                      |       |
| 2007 | Neo Geo Kodimey CHICD0009                               | — | Erstveröffentlichung: 16. Februar 2007 Streetalbum                                                 |       |
| 2007 | Mash-Up Maeckes –                                       | — | Erstveröffentlichung: 23. Juli 2007 Mixtape                                                        |       |
| 2008 | !#?@$! Maeckes & Plan B –                               | — | Erstveröffentlichung: 2008 Auf Tournee erwerbares Tape                                             |       |
| 2009 | Pi Pa Po - Was bisher geschah Plan B –                  | — | Erstveröffentlichung: 25. Dezember 2009 Kostenlose Veröffentlichung                                |       |
| 2009 | Null Maeckes CHICD0017                                  | — | Erstveröffentlichung: 1. Dezember 2009 Kostenlose Veröffentlichung und limitierte Auflage          |       |
| 2010 | Mash Up 2 Maeckes –                                     | — | Erstveröffentlichung: 25. Oktober 2010 Mixtape                                                     |       |
| 2010 | Neverland Tunes Vol. 1 Kodimey –                        | — | Erstveröffentlichung: 7. November 2010 Kostenloses Mixtape mit DJ Budget als Bangarang Soundsystem |       |
| 2010 | Eins Maeckes CHICD026                                   | — | Erstveröffentlichung: 11. November 2010 Kostenlose Veröffentlichung und limitierte Auflage         |       |
| 2011 | Easy Cro –                                              | — | Erstveröffentlichung: 2. Dezember 2011 Kostenlose Veröffentlichung                                 |       |
| 2012 | Maop Cro –                                              | — | Erstveröffentlichung: 12. September 2012 Kostenloses Mashup-Album                                  |       |
| 2013 | Sunny Cro –                                             | — | Erstveröffentlichung: 29. Juni 2013 Kostenlose Veröffentlichung                                    |       |

## Singles
| Jahr | Titel Interpretation Katalog-Nr. Album                                                   | Höchstplatzierung, Gesamtwochen, AuszeichnungChartplatzierungen (Jahr, Titel, Interpretation / Katalog-Nr. / Album, Platzierungen, Wochen, Auszeichnungen, Anmerkungen, Cover) | Höchstplatzierung, Gesamtwochen, AuszeichnungChartplatzierungen (Jahr, Titel, Interpretation / Katalog-Nr. / Album, Platzierungen, Wochen, Auszeichnungen, Anmerkungen, Cover) | Höchstplatzierung, Gesamtwochen, AuszeichnungChartplatzierungen (Jahr, Titel, Interpretation / Katalog-Nr. / Album, Platzierungen, Wochen, Auszeichnungen, Anmerkungen, Cover) | Anmerkungen                             | Cover |
| Jahr | Titel Interpretation Katalog-Nr. Album                                                   | DE | AT | CH | Anmerkungen                             | Cover |
| --- | ---------------------------------------------------------------------------------------- | --- | --- | --- | --------------------------------------- | ----- |
| 2012 | Easy Cro CHICD00028 (Standard Edition) / CHICD00028LTD (Limited Edition) Easy            | DE2 (51 Wo.)DE | AT4 (53 Wo.)AT | CH22 (43 Wo.)CH | Erstveröffentlichung: 23. März 2012     |       |
| 2012 | Du Cro CHICD00029-2 Raop                                                                 | DE2 (31 Wo.)DE | AT10 (28 Wo.)AT | CH42 (18 Wo.)CH | Erstveröffentlichung: 29. Juni 2012     |       |
| 2012 | King of Raop Cro – Raop                                                                  | DE24 (4 Wo.)DE | AT63 (1 Wo.)AT | — | Erstveröffentlichung: 30. Juni 2012     |       |
| 2012 | Meine Zeit Cro – Raop                                                                    | DE33 (2 Wo.)DE | AT69 (1 Wo.)AT | — | Erstveröffentlichung: 1. Juli 2012      |       |
| 2012 | Einmal um die Welt Cro CHICD0034PE Raop                                                  | DE8 (… Wo.)DE | AT1 (54 Wo.)AT | CH27 (21 Wo.)CH | Erstveröffentlichung: 2. November 2012  |       |
| 2012 | Horst & Monika Die Orsons und Cro – Das Chaos und die Ordnung                            | DE34 (4 Wo.)DE | — | — | Erstveröffentlichung: 7. September 2012 |       |
| 2012 | 1.000.000 Pandas Cro – Einmal um die Welt (Bonus-Track-Version)                          | — | AT26 (2 Wo.)AT | — | Erstveröffentlichung: 12. Oktober 2012  |       |
| 2013 | Whatever Cro CHICD0038-2 (Standard Edition) / CHICD0038PE (Limited Maxi Edition) Raop +5 | DE1 (30 Wo.)DE | AT3 (26 Wo.)AT | CH6 (14 Wo.)CH | Erstveröffentlichung: 28. Juni 2013     |       |
| Folgende Lieder erschienen nicht als Single, wurden aber durch das Album zum Download und Streaming bereitgestellt und konnten somit eine Platzierung erlangen: |                                                                                          | | | |                                         |       |
| |                                                                                          | | | |                                         |       |
| 2012 | Hi Kids Cro Easy (Mixtape)                                                               | DE57 (21 Wo.)DE | AT50 (13 Wo.)AT | — | Charteinstieg: 15. Juni 2012            |       |
| 2012 | Ein Teil Cro Raop                                                                        | DE95 (1 Wo.)DE | — | — | Charteinstieg: 20. Juli 2012            |       |
| 2012 | Nie mehr Cro Raop                                                                        | DE98 (1 Wo.)DE | — | — | Charteinstieg: 20. Juli 2012            |       |
| 2012 | Starting Over Cro Einmal um die Welt EP                                                  | DE43 (1 Wo.)DE | AT63 (1 Wo.)AT | — | Charteinstieg: 16. November 2012        |       |
| 2013 | Wie du Cro Raop + 5                                                                      | DE59 (1 Wo.)DE | — | — | Charteinstieg: 19. Juli 2013            |       |
| 2013 | Schatz, du Arschloch! Weekend Am Wochenende Rapper                                       | DE99 (1 Wo.)DE | — | — | Erstveröffentlichung: 30. August 2013   |       |